# Meng Jiangnü
Pour les articles homonymes, voir Meng.

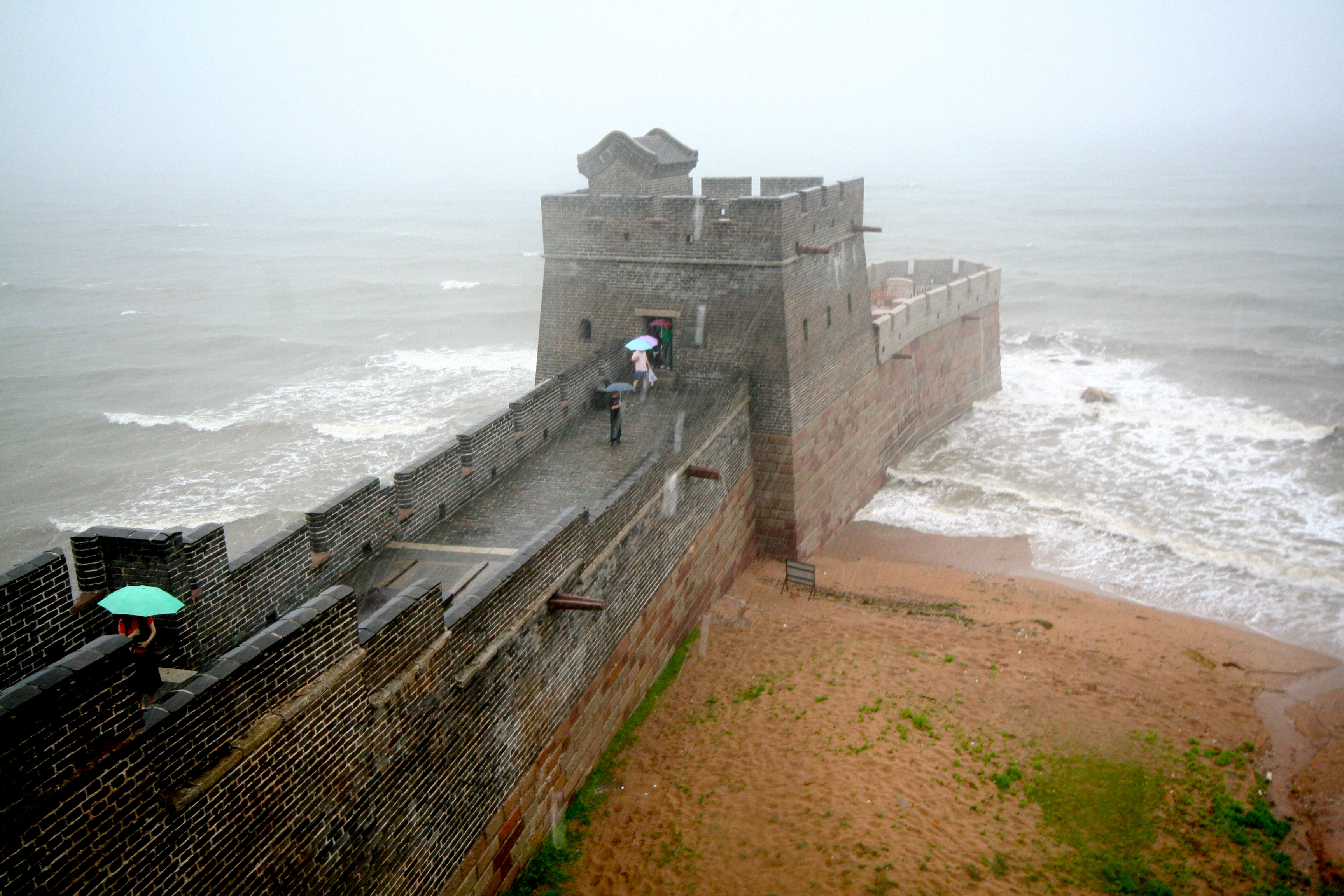
Extrémité de la Grande Muraille rejoignant la mer de Bohai dans la région de Shanhaiguan. Selon l'une des variantes de l'histoire, c'est d'un rocher des environs que Meng Jiangnü attendait son mari ; elle y serait enterrée et un temple y a été construit.

Meng Jiangnü (chinois 孟姜女 , pinyin Mèng Jiāng Nǚ) est l'héroïne d'une légende chinoise très populaire. Elle est l'une des « quatre grandes légendes » chinoises, avec la légende du serpent blanc, la romance de Liang Shanbo et Zhu Yingtai et la légende du Bouvier et de la Tisserande.

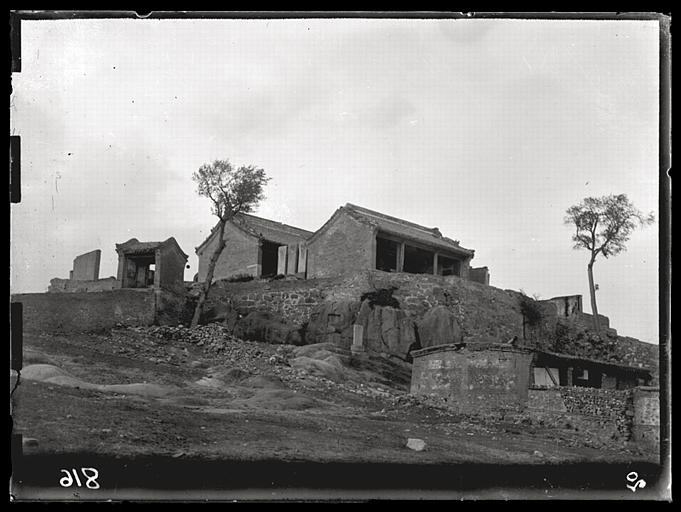
Temple de Meng Jiangnü à Shanhaiguan en 1907. Photographie d'Édouard Chavannes.

## Le canevas de la légende
Lors de la construction de la Grande Muraille, sous le règne de l'empereur Qin Shi Huangdi, l'un des nombreux travailleurs enrôlés de force meurt d'épuisement. Son corps est utilisé comme remblai dans la muraille. Sa femme, entre-temps partie au milieu de l'hiver et traversant une partie de la Chine pour lui fournir des vêtements, arrive après sa mort. Ses pleurs et son désespoir sont tels que le Ciel fait s'écrouler la muraille à l'endroit où se trouve le corps. L'épouse meurt à la suite.

## Origine et développement

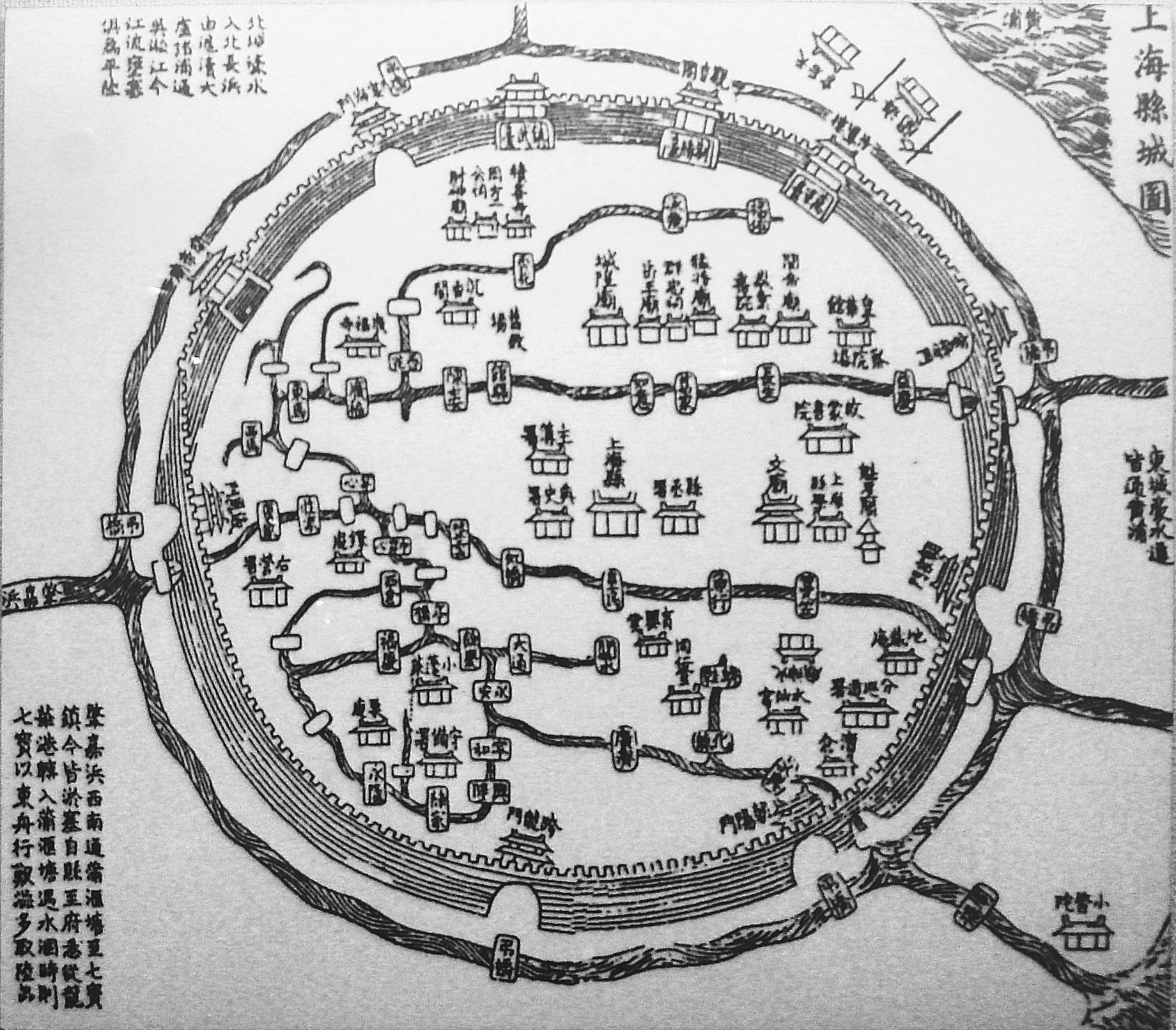
Carte de Shanghai de 1553. On a retrouvé en 1920 dans les soubassements de la muraille construite en 1550 une statue portant le nom du héros de la légende, et comme nom de famille Wan (= Dix Mille). Cette découverte est à mettre en relation avec certaines variantes de la légende selon lesquelles les époux sont des êtres fantastiques, présents sur terre pour sauver dix mille êtres humains.

À l'origine de la légende se trouve un événement, raconté dans le Commentaire de Zuo, ayant eu lieu en 550 av. J.-C. : le général Qi Liang meurt lors de l'attaque de la ville de Ju par le marquis de Qi ; alors que le marquis de Qi présente ses condoléances à la femme du général Qi Liang venue à la rencontre de la dépouille de son époux, celle-ci exige que ces condoléances soient présentées à son domicile, conformément aux rites. L'anecdote est ensuite à l'origine de chants funèbres, « chants en l'honneur de Qi Liang ». Liu Xiang reprend l'histoire dans sa Biographies de femmes exemplaires : il y ajoute un épisode au cours duquel les pleurs de l'épouse de Qi Liang font s'écrouler la muraille, qui est encore celle de la ville de Ju. L'histoire se retrouve ensuite chez le poète Cao Zhi : c'est désormais le mont Liang (homophone du général Qi Liang), à proximité de la Grande Muraille, qui s'écroule.
La popularité de la légende sous la dynastie des Tang est due aux nombreuses conscriptions provoquées par les expéditions vers l'Asie centrale, les malheurs de Meng Jiangnü et de son époux rappelant à la population les leurs. C'est sous les Tang que le surnom de Meng est donné à l'héroïne, que l'histoire est liée à celle du Premier Empereur, et que l'époux devient un conscrit enrôlé pour édifier la Grande Muraille. Le récit, repris dans tous les genres populaires, chansons, ballades, opéras régionaux, est devenu une légende sans souci de la vérité historique. À partir des Song, Meng Jiangnü est l'objet d'un culte. Huit localités revendiquent par la suite le privilège d'être son lieu de naissance et les différentes versions de l'histoire font s'écrouler la muraille à huit endroits différents. Certaines versions des régions du sud de la Chine, plus éloignées des lieux d'origine de la légende, présentent des variantes dans lesquelles les éléments fantastiques ou religieux sont plus importants,.
La version faisant de la légende une histoire d'amour romantique est contemporaine. Dans la version des Tang, Meng Jiannü impose le mariage au protagoniste parce que celui-ci l'a vue nue alors qu'elle prenait un bain. Or seul un mari peut voir sa femme nue. Cet épisode est donc conforme à la morale et l'amour n'y joue pas de rôle. Il est cependant contraire aux rites, puisque ce sont normalement les parents qui « arrangent » le mariage et sans doute a-t-il une origine populaire,.

## Implantations géographiques
Si l'histoire est originellement liée au Shandong, où se trouvait la capitale des Qi, elle s'est trouvée déplacée dans le Shaanxi sous les Tang, dans la province où était située la capitale, Xi'an. D'autres régions se sont approprié l'histoire, en particulier en élevant des temples consacrés à Meng Jiangnü : on en trouve à Tongchuan dans le Shaanxi, dans le comté de Li dans le Hunan, à Xushui dans le Hebei, ainsi qu'à Pékin et plusieurs autres endroits du Hebei. Le temple de Badaling atteste que certaines variantes de la légende datent des dynasties Ming et Qing, à l'époque où la Grande Muraille a été érigée à cet endroit. De nos jours le temple de Shanhaiguan est cependant considéré comme le « site orthodoxe ».
Ce temple, qui se trouve précisément à Qinhuangdao, à l'origine construit avant la dynastie Song, aurait été rebâti en 1594 sous les Ming. Reconstruit après la Révolution culturelle, on y trouve aujourd'hui un parc à thème destiné au tourisme.

## La légende à l'époque contemporaine

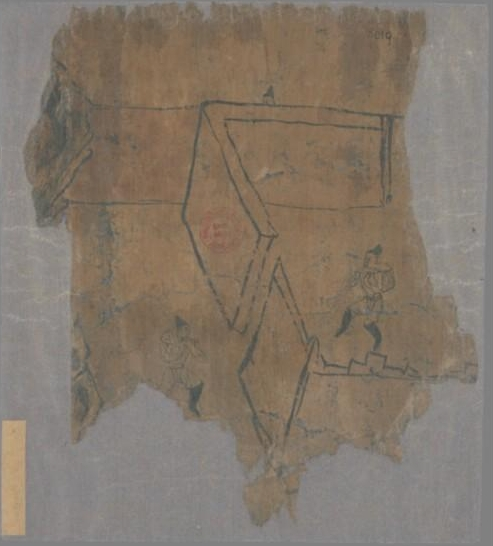
Muraille et porteurs de hotte. Dessin à l'encre au verso d'un manuscrit relatif à Meng Jiangnü.. Fonds Pelliot de la BNF.

La légende a été l'objet au début du xxe siècle d'une importante recherche menée par l'ethnologue Gu Jiegang. Cette recherche s'est faite toutefois par l'étude des textes, et non par des recherches de terrain. Elle a permis de faire de l'histoire de Meng Jiangnü la première « grande » légende chinoise dans les années 1920. Dès avant les années 1950, elle est considérée comme l'une des quatre grandes légendes (zh). Elle est représentée en 1945 à Shanghai sous la forme d'un opéra de Aaron Avshalomov, The Great Wall, considéré comme le premier opéra « chinois de style occidental » avec La Fille aux cheveux blancs.
La légende ayant été considérée comme représentative de l'esprit confucéen durant la Révolution culturelle, le temple de Shanhaiguan a été saccagé par les gardes rouges durant cette période. L'opposition de Meng à l'empereur Qin Shi Huangdi a aussi joué en sa défaveur, son rôle d'unificateur de la Chine étant désormais mis en avant et Mao Zedong s'étant personnellement identifié à cet empereur. Mais la légende est désormais de nouveau célébrée par les autorités chinoises, et en 2006 elle a été placée sur une liste préliminaire des éléments appartenant au patrimoine culturel immatériel de la nation par l'Administration d'État pour le patrimoine culturel (en),.

## Traductions
- (en) George Carter Stent, Entombed Alive and Other Songs, Ballads, etc. (From the Chinese), 1878  — « Meng Cheng's Journey to the Great Wall », p. 63-100 [lire en ligne]
- (en) Genevieve Wimsatt, George Chen (Chen Sun-han), The Lady of the Long Wall:A Ku-shih or Drum Song from the Chinese, New York, Columbia University Press, 1934
- (en) Meng Jiangnü Brings Down the Great Wall. Ten Versions of a Chinese Legend, trad. Wilt L. Idema, University of Washington Press, 2008

## Adaptations dans les arts

### Musique
- Chanson populaire (version de Shanhaiguan), sur chinese.cn
- Aaron Avshalomov, The Great Wall, opéra, 1945

### Littérature
- Meng Chiang Nü. Légende de la grande muraille, adapt. Jacques Garnier, éditions You Feng, 2002
- Su Tong, Bi nu, 2006 (Le Mythe de Meng, trad. Marie Laureillard, Flammarion, 2009)

### Cinéma
- 1926 : Meng Jiangnu, de Shao Zuiweng et Qiu Qixiang, avec Hu Die[10].